# 鮑伯·威廉斯
羅伯特·B·「鮑伯」·威廉斯（Robert B.“Bob”Williams，1923年—），是美國已退役男子羽球運動員。
鮑伯·威廉斯是戰後時代最重要的美國羽球運動員之一。他曾於1949年、1952年兩次代表美國隊參加湯姆斯盃比賽。在1952年賽事中，美國隊在決賽輸給衛冕隊馬來亞而獲得亞軍。在決賽中，他與溫·羅傑斯搭檔雙打，先贏了曾官良/阿布杜拉·皮魯茲組合，再輸給王保林/伊斯邁·馬揚組合。他也出賽第三單打，輸給王保林。1957年，他與伊瑟兒·馬紹爾一起贏得加拿大羽球公開賽混合雙打冠軍。1962年，他與詹姆斯·理查·普爾一起贏得冋一賽事的男子雙打冠軍。
1977年，他入選美國羽球名人堂。

## 外部連結
- http://usabadminton.org/walk-of-fame-inductees/robert-williams （页面存档备份，存于）
- http://www.ocbadmintonclub.com/USNationals2006/2006USN-PW.shtml （页面存档备份，存于）
- http://newspapers.nl.sg/Digitised/Article.aspx?articleid=straitstimes19490216.2.91%5B%5D
- http://newspapers.nl.sg/Digitised/Page/straitstimes19490301.1.12.aspx%5B%5D